# Medaliści mistrzostw świata w kolarstwie torowym – wyścig punktowy amatorów
Pełna lista medalistów mistrzostw świata w kolarstwie torowym w wyścigu punktowym amatorów.

## Medaliści
| Rok i miejsce         | Złoto              | Srebro                | Brąz                 |
| --------------------- | ------------------ | --------------------- | -------------------- |
| 1977 San Cristóbal    | Constant Tourné    | Jan Faltyn            | Nikołaj Makarow      |
| 1978 Monachium        | Noël Dejonckheere  | Walter Baumgartner    | Jean-Jacques Rebière |
| 1979 Amsterdam        | Igor Sláma         | Pierangelo Bincoletto | Urs Freuler          |
| 1980 Besançon         | Gary Sutton        | Wiktor Manakow        | Josef Kristen        |
| 1981 Brno             | Lutz Haueisen      | Leonard Nitz          | Michael Markussen    |
| 1982 Leicester        | Hans-Joachim Pohl  | Michael Markussen     | Karl Krenauer        |
| 1983 Zurych           | Michael Markussen  | Hans-Joachim Pohl     | Iwan Romanow         |
| 1985 Bassano          | Martin Penc        | Philippe Grivel       | Dan Frost            |
| 1986 Colorado Springs | Dan Frost          | Olaf Ludwig           | Leonard Nitz         |
| 1987 Wiedeń           | Marat Ganiejew     | Uwe Messerschmidt     | Pascal Lino          |
| 1989 Lyon             | Marat Satybałdijew | Fabio Baldato         | Leo Peelen           |
| 1990 Maebashi         | Stephen McGlede    | Bruno Risi            | Jan Bo Petersen      |
| 1991 Stuttgart        | Bruno Risi         | Stephen McGlede       | Jan Bo Petersen      |

## Tabela medalowa
| Miejsce | Państwo           |   |   |   | Razem |
| ------- | ----------------- | - | - | - | ----- |
| 1.      | NRD               | 2 | 2 | 0 | 4     |
| 2.      | Dania             | 2 | 1 | 4 | 7     |
| 3.      | ZSRR              | 2 | 1 | 2 | 5     |
| 4.      | Australia         | 2 | 1 | 0 | 3     |
| 5.      | Czechosłowacja    | 2 | 0 | 0 | 2     |
|         | Belgia            | 2 | 0 | 0 | 2     |
| 7.      | Szwajcaria        | 1 | 3 | 1 | 5     |
| 8.      | Włochy            | 0 | 2 | 0 | 2     |
| 9.      | RFN               | 0 | 1 | 1 | 2     |
|         | Stany Zjednoczone | 0 | 1 | 1 | 2     |
| 11.     | Polska            | 0 | 1 | 0 | 1     |
| 12.     | Francja           | 0 | 0 | 2 | 2     |
| 13.     | Austria           | 0 | 0 | 1 | 1     |
|         | Węgry             | 0 | 0 | 1 | 1     |